# Catula
Catula (łac. Diocesis Catulensis) – stolica historycznej diecezji we Cesarstwie rzymskim w prowincji Mauretania Cezarensis, zlikwidowana w VII w. podczas ekspansji islamskiej, współcześnie w północnej Algierii. Obecnie katolickie biskupstwo tytularne. 

## Biskupi tytularni
| Lp. | Biskup                     | Funkcja                                      | Od               | Do                |
| --- | -------------------------- | -------------------------------------------- | ---------------- | ----------------- |
| 1   | Stephen Anthony Appelhans  | wikariusz apostolski Wschodniej Nowej Gwinei | 8 lipca 1948     | 16 lipca 1951     |
| 2   | Paul-Léon Seitz            | wikariusz apostolski Kon Tum (Wietnam)       | 19 czerwca 1952  | 24 listopada 1960 |
| 3   | Pedro Bantigue y Natividad | biskup pomocniczy Manili (Filipiny)          | 29 maja 1961     | 26 stycznia 1967  |
| 4   | Renato Luisi               | emerytowany biskup Nicastro (Włochy)         | 1 czerwca 1968   | 22 maja 1977      |
| 5   | José Manuel Lorenzo        | biskup pomocniczy Buenos Aires (Argentyna)   | 10 czerwca 1977  | 26 listopada 1983 |
| 6   | James Kendrick Williams    | biskup pomocniczy Covington (USA)            | 15 kwietnia 1984 | 14 stycznia 1988  |
| 7   | John Robert Gorman         | biskup pomocniczy Chicago (USA)              | 16 lutego 1988   | 2 czerwca 2025    |
|     | Krzysztof Dukielski        | biskup pomocniczy radomski                   | 12 lipca 2025    | 6 sierpnia 2025   |